# Коквілл (Орегон)
Коквілл (англ. Coquille) — місто (англ. city) в США, в окрузі Кус штату Орегон. Населення — 4015 осіб (2020).

## Географія
Коквілл розташований за координатами 43°10′49″ пн. ш. 124°11′3″ зх. д. / 43.18028° пн. ш. 124.18417° зх. д. (43.180331, -124.184163).  За даними Бюро перепису населення США в 2010 році місто мало площу 7,24 км², з яких 7,15 км² — суходіл та 0,10 км² — водойми.

### Клімат
Місто знаходиться у зоні, котра характеризується середземноморським кліматом. Найтепліший місяць — серпень із середньою температурою 16.6 °C (61.8 °F). Найхолодніший місяць — грудень, із середньою температурою 7.2 °С (44.9 °F).
| Клімат Коквілла         | Клімат Коквілла | Клімат Коквілла | Клімат Коквілла | Клімат Коквілла | Клімат Коквілла | Клімат Коквілла | Клімат Коквілла | Клімат Коквілла | Клімат Коквілла | Клімат Коквілла | Клімат Коквілла | Клімат Коквілла | Клімат Коквілла |
| Показник                | Січ.            | Лют.            | Бер.            | Квіт.           | Трав.           | Черв.           | Лип.            | Серп.           | Вер.            | Жовт.           | Лист.           | Груд.           | Рік             |
| Абсолютний максимум, °C | 23,3            | 29,4            | 28,3            | 32,8            | 35              | 35,6            | 36,7            | 34,4            | 40              | 38,9            | 26,1            | 22,8            | 40              |
| Середній максимум, °C   | 12,3            | 13,5            | 14,3            | 15,5            | 17,9            | 20              | 22,2            | 22,8            | 22,7            | 19,6            | 14,6            | 11,9            | 17,3            |
| Середня температура, °C | 7,3             | 8,2             | 9               | 9,9             | 12,2            | 14,3            | 16,2            | 16,6            | 15,6            | 12,8            | 9,4             | 7,2             | 11,6            |
| Середній мінімум, °C    | 2,4             | 2,9             | 3,7             | 4,4             | 6,4             | 8,7             | 10,2            | 10,3            | 8,4             | 5,9             | 4,2             | 2,3             | 5,8             |
| Абсолютний мінімум, °C  | −11,1           | −11,7           | −3,9            | −3,3            | −1,1            | 1,1             | 3,9             | 2,8             | −0,6            | −4,4            | −7,8            | −13,3           | −13,3           |
| Норма опадів, мм        | 217             | 174             | 171             | 117             | 71              | 37              | 9               | 16              | 34              | 87              | 218             | 242             | 1393            |
| Днів з опадами          | 19              | 17              | 19              | 17              | 12              | 8               | 3               | 4               | 6               | 11              | 19              | 19              | 154             |
| ----------------------- | --------------- | --------------- | --------------- | --------------- | --------------- | --------------- | --------------- | --------------- | --------------- | --------------- | --------------- | --------------- | --------------- |
| Джерело: Weatherbase    |                 |                 |                 |                 |                 |                 |                 |                 |                 |                 |                 |                 |                 |

## Демографія
Згідно з переписом 2010 року, у місті мешкало 3866 осіб у 1640 домогосподарствах у складі 1036 родин. Густота населення становила 534 особи/км².  Було 1828 помешкань (252/км²).
Расовий склад населення:
| - 92,5 % — білих - 1,9 % — корінних американців - 0,5 % — азіатів - 0,4 % — чорних або афроамериканців - 0,1 % — вихідців з тихоокеанських островів - 1,7 % — осіб інших рас |

До двох чи більше рас належало 2,9 %. Частка іспаномовних становила 5,3 % від усіх жителів.
За віковим діапазоном населення розподілялося таким чином: 20,7 % — особи молодші 18 років, 58,7 % — особи у віці 18—64 років, 20,6 % — особи у віці 65 років та старші. Медіана віку мешканця становила 45,5 року. На 100 осіб жіночої статі у місті припадало 95,4 чоловіків;  на 100 жінок у віці від 18 років та старших — 92,2 чоловіків також старших 18 років.
Середній дохід на одне домашнє господарство  становив 36 334 долари США (медіана — 32 581), а середній дохід на одну сім'ю — 43 591 долар (медіана — 35 758). Медіана доходів становила 29 531 долар для чоловіків та 32 759 доларів для жінок. За межею бідності перебувало 15,1 % осіб, у тому числі 11,0 % дітей у віці до 18 років та 16,7 % осіб у віці 65 років та старших.
Цивільне працевлаштоване населення становило 1295 осіб. Основні галузі зайнятості: освіта, охорона здоров'я та соціальна допомога — 22,4 %, мистецтво, розваги та відпочинок — 13,4 %, виробництво — 11,7 %, науковці, спеціалісти, менеджери — 10,5 %.